# DeLorean Motor Company

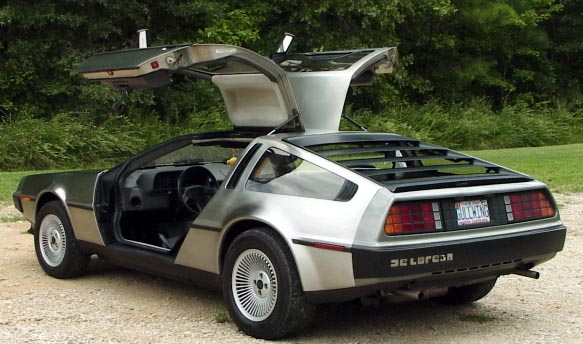
DeLorean DMC-12

DeLorean Motor Company (DMC) was een Amerikaans automerk, met hoofdzetel in Detroit. De fabriek was gevestigd in het plaatsje Dunmurry in Noord-Ierland. Het bedrijf ging in 1982 failliet.

## Oprichting
DeLorean Motor Company werd opgericht op 24 oktober 1975 door John DeLorean, die tot dan toe onder andere directeur van de General Motors Car & Truck groep was geweest. Hij had een geheel eigen visie op het ontwikkelen van auto's, maar kon die ideeën bij General Motors niet kwijt. Daarom richtte DeLorean zijn eigen automerk op.

## DMC-12

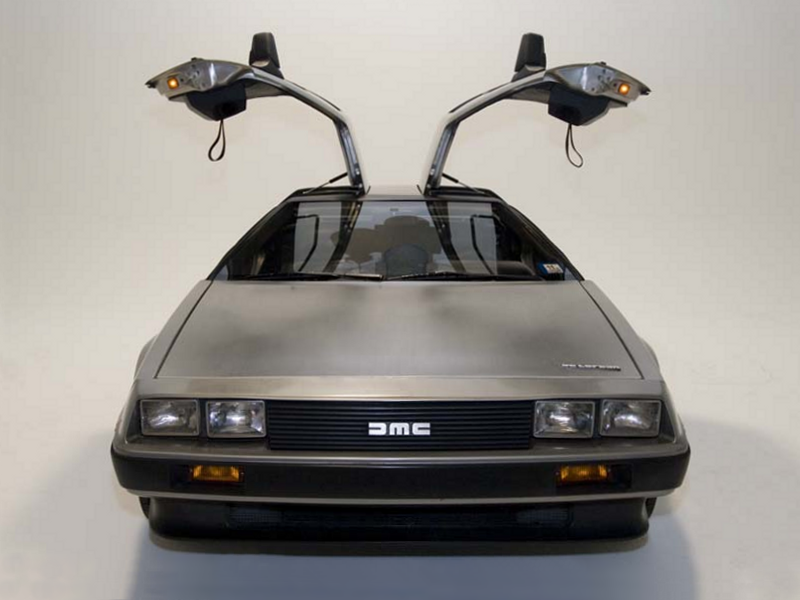
DeLorean DMC-12

DeLorean maakte in de loop van zijn leven schetsen van de auto die hij ooit wilde bouwen. Ook had hij een programma van eisen waaraan zo'n auto moest voldoen: het moest een tweepersoons sportauto worden; hij moest veilig zijn (onder andere airbags); een lange levensduur hebben (carrosserie van rvs); genoeg been- en hoofdruimte bieden voor lange personen (DeLorean was zelf 1.93 meter); en men moest goed kunnen in- en uitstappen als de auto tussen andere auto's geparkeerd stond. Die laatste eis leidde tot de toepassing van de voor een DeLorean kenmerkende vleugeldeuren.

Giorgetto Giugiaro van Ital Design werd ingehuurd voor het maken van een ontwerp. Het definitieve ontwerp werd gemaakt door Colin Chapman van de sportwagenfabriek Lotus. De auto was bedoeld als concurrent voor auto's als de Corvette. De DeLorean werd beroemd door de films van Back to the Future.

## Vestiging van de fabriek
Voordat de keuze voor een vestigingsplaats voor de autofabriek werd gemaakt, passeerden een aantal opties de revue. Hoewel het aanvankelijke plan was om een fabriek in Amerika te bouwen kwam als eerste mogelijkheid Puerto Rico in beeld. De fabriek zou gevestigd worden op de noordwesthoek van het eiland, op een stuk grond dat ooit deel uitmaakte van de luchtmachtbasis Ramey. Dit bracht aantrekkelijke subsidies met zich mee, omdat de auto-fabriek werkaanbod voor de lokale bevolking betekende. Er waren echter problemen met de eigendomsrechten van de grond en er bleken op financieel gebied onduidelijkheden te zijn, waardoor het project niet doorging.

Vervolgens bood burgemeester Young van Detroit de mogelijkheid van vestiging aan de rivieroever van Detroit aan. Ambtelijke regels maakten het echter onmogelijk om op korte termijn vestiging (en daarmee gepaard gaande gunstige financiële condities) van Puerto Rico in Detroit te wijzigen.

De volgende mogelijkheid die werd overwogen was een vestiging in Limerick, Ierland. Een vertegenwoordiger van het Republic of Ireland Development Agency (IDA) nam contact op met DeLorean en bood aantrekkelijke financiële condities aan. Het beoogde terrein waar DeLorean Motor Company gehuisvest kon worden was ruim 23.000 vierkante meter groot. Kabelfabriek Ferenka, een dochteronderneming van het Nederlands Akzo, was tot kort daarvoor op dat terrein gevestigd geweest, maar nadat in oktober 1975 directeur Tiede Herrema ontvoerd was door leden van de Provisional Irish Republican Army en hij na zijn bevrijding naar Nederland terugkeerde, werd de fabriek gesloten. De mogelijke keuze voor Limerick werd nog onderzocht op het moment dat er contact werd gelegd door het Northern Ireland Development Agency (NIDA) met de toezegging dat ze een veel beter aanbod hadden dan IDA: de Britse overheid stelde 106 miljoen dollar beschikbaar). Er werd van vestiging in Limerick afgezien en DeLorean Motor Company koos uiteindelijk voor bouw van de autofabriek in Noord-Ierland. Hoewel John DeLorean het liefst een scheepswerf had gekozen (praktisch met het oog op im- en export), werd dat idee door de regering van de hand gewezen. Er was slechts één mogelijke vestigingsplaats: een oud koeienweiland in Dunmurry, een kleine plaats tussen Belfast en Lisburn.

Op 2 oktober 1978 ging de eerste spa de grond in; het officiële startsein voor de bouw van de fabriek.

## Fabricage en verkoop

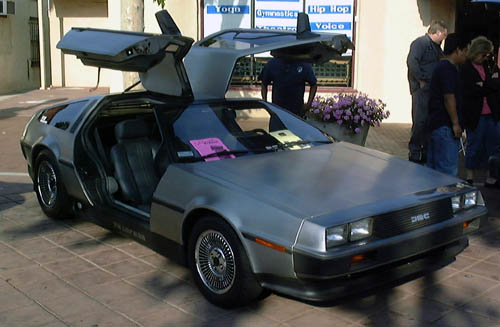
DeLorean DMC-12

In januari 1981 waren de eerste auto's klaar. Er bleken nog een aantal kinderziektes in te zitten (onder andere defecten aan beveiliging van de brandstoftoevoer bij een crash en sluiting van de deuren) en er werd besloten twee reparatievestigingen op te richten in de Verenigde Staten: één aan de west- en één aan de oostkust, om verbeteringen aan te brengen voor de auto's aan de dealers werden geleverd.
Eind mei 1981 konden de eerste auto's naar de VS verscheept worden.
Iedere DeLorean die geproduceerd werd kreeg een uniek nummer dat voorafgegaan werd door de letters VIN. De eerste DMC-12 had nummer VIN 500. Deze auto werd opgenomen in de collectie van het Crawford Auto Aviation Museum te Cleveland.
Toen na afloop van 1981 de financiële balans werd opgemaakt bleek er een winst gemaakt te zijn van 6,5 miljoen dollar. Bovendien was de orderportefeuille gevuld met opdrachten ter waarde van 45–50 miljoen dollar.

## Financiële problemen
Afgezien van dit positieve resultaat waren er ook problemen. Met de Britse regering waren afspraken op financieel gebied gemaakt toen de Labour Party aan de macht was. Bij de verkiezingen in mei 1979 verloor Labour echter van de Conservative Party onder leiding van Margaret Thatcher. Deze partij voelde zich niet gebonden aan afspraken die met de Labour-regering waren gemaakt en dit had verstrekkende gevolgen voor DMC. Daarnaast viel de verkoopprijs voor de DMC-12 fors hoger door een dalende dollarkoers vanaf februari 1981: in plaats van 18.000 dollar kostte hij 25.000 dollar. Een derde factor die ervoor zorgde dat er problemen op financieel gebied ontstonden, was de crisis in de Amerikaanse auto-industrie. De afzet daalde van 8 miljoen naar 5 miljoen auto's per jaar. In februari 1982 werd DMC door de Britse regering onder curatele gesteld wegens een rente-schuld van 800 duizend dollar. John DeLorean had dringend geld nodig voor zijn bedrijf en probeerde verwoed investeerders te vinden. De pogingen om zijn bedrijf te redden brachten DeLorean in grote problemen en hij werd beschuldigd van cocaïnehandel en het witwassen van geld. Hij werd jaren later vrijgesproken, maar intussen ging DeLorean Motor Company failliet.

In oktober 1982 werd de fabriek gesloten. De laatste DeLorean had nummer VIN 20.105. In deze laatste auto werden de overgebleven componenten van de met goud geplateerde DeLoreans verwerkt (zie DeLorean DMC-12). Niet ieder nummer binnen die reeks werd aan een auto toegekend: in totaal zijn ruim 8583 exemplaren gebouwd.

## DeLorean Motor Company of Texas
Na het faillissement van John DeLoreans DMC waren in de fabriek in Ierland, bij het Amerikaanse Garantie Onderdelen Centrum en bij de dealers nog grote voorraden onderdelen. In 1983-1984 werden de onderdelen verzonden naar Columbus (Ohio). Een bedrijf genaamd KAPAC verkocht een deel van de onderdelen via postorder.
Rond 1990 zijn van de overgebleven onderdelen uit de restvoorraad nog zo'n 30 voertuigen opgebouwd.
In 1997 kocht DeLorean Motor Company of Texas (geen eigendom van John Delorean) de nog bestaande voorraad onderdelen aan, alsook de exclusieve distributierechten. Het bedrijft verkoopt gebruikte DeLoreans, levert onderdelen en repareert de auto's maar bouwt sinds begin 2008 ook nieuwe DeLoreans. Daarvoor worden onderdelen uit de oude voorraad gebruikt en de eigen lijn van gereproduceerde onderdelen. DeLorean Motor Company of Texas is gevestigd in Humble (Texas) en heeft nevenvestigingen in Florida, Illinois, Washington, Californië en Nederland (Hem).

## DMC-80
DeLorean was naast de ontwikkeling van de sportwagen DMC-12 ook bezig aan een stadsbus, gebaseerd op de Duitse standaardbus. Deze autobus werd ontwikkeld onder de naam DMC-80 en zou geproduceerd worden in de Verenigde Staten van Amerika.